# Wilkocin
Wilkocin – wieś w Polsce położona w województwie dolnośląskim, w powiecie polkowickim, w gminie Przemków. Miejscowość znana jest z wyjątkowego środowiska naturalnego oraz z dużej ilości poradzieckich obiektów wojskowych. Wilkocin ze względu na swoją nazwę nazywany jest Wioską Czerwonego Kapturka.

## Podział administracyjny
W latach 1975–1998 miejscowość administracyjnie należała do województwa legnickiego.

## Historia
Przed rokiem 1945 Wilkocin leżał na terenach niemieckich pod nazwą Wolfersdorf (niem. Wolf-wilk, dorf-wioska). Z tamtego okresu pozostało kilka pocztówek ze zdjęciami miejscowości. 
Przed II wojną światową w Wolfersdorfie produkowano napoje z jabłek. W miejscowości znajdowała się także stacja kolejowa, która obecnie pełni funkcję obiektu mieszkalnego. 
10 lutego 1945 roku w okolicy Wilkocina doszło do konfrontacji radzieckich czołgów T-34 i IS-2 oraz niemieckiej kolumny zmotoryzowanej. W wyniku bitwy doszło do częściowego zniszczenia wojsk niemieckich. 
Części z nich udało się wydostać spod radzieckiego ostrzału. 
Po II wojnie światowej w lasach obok wsi powstała radziecka baza wojskowa będąca częścią systemu łączności troposferycznej BARS (ros. Боевая Aрмейская Pадиорелейная Cистема).
Początkowo baza składała się z jednego bunkra będącego Punktem Dowodzenia (ros. ЗКП-Запасной Командный Пункт) PGWAR - Północnej Grupy Wojsk Armii Radzieckiej (СГВ-Северная Группа Войск).
Obiekt miał przetrwać potencjalne bombardowanie artylerii i lotnictwa. W latach osiemdziesiątych na wydmie śródlądowej Piaszczysta Góra wybudowano drugi bunkier - Punkt Dowodzenia "MGŁA" (ros. ЗКП "ТУМАН"). 
Było to najprawdopodobniej Zapasowe Stanowisko Dowodzenia Zachodnim Teatrem Działań Wojennych. Oba bunkry to dwupoziomowe schrony przeciwatomowe, które posiadały wyposażenie chroniące przed atakiem chemicznym.  
Cały kompleks radziecki ogrodzony był ogrodzeniem z drutem kolczastym o kilkunastokilometrowej długości, a urządzenia wykorzystywane w bazie objęte były ścisłą tajemnicą. Poza ogrodzeniem znajdowało się lądowisko dla śmigłowców.  

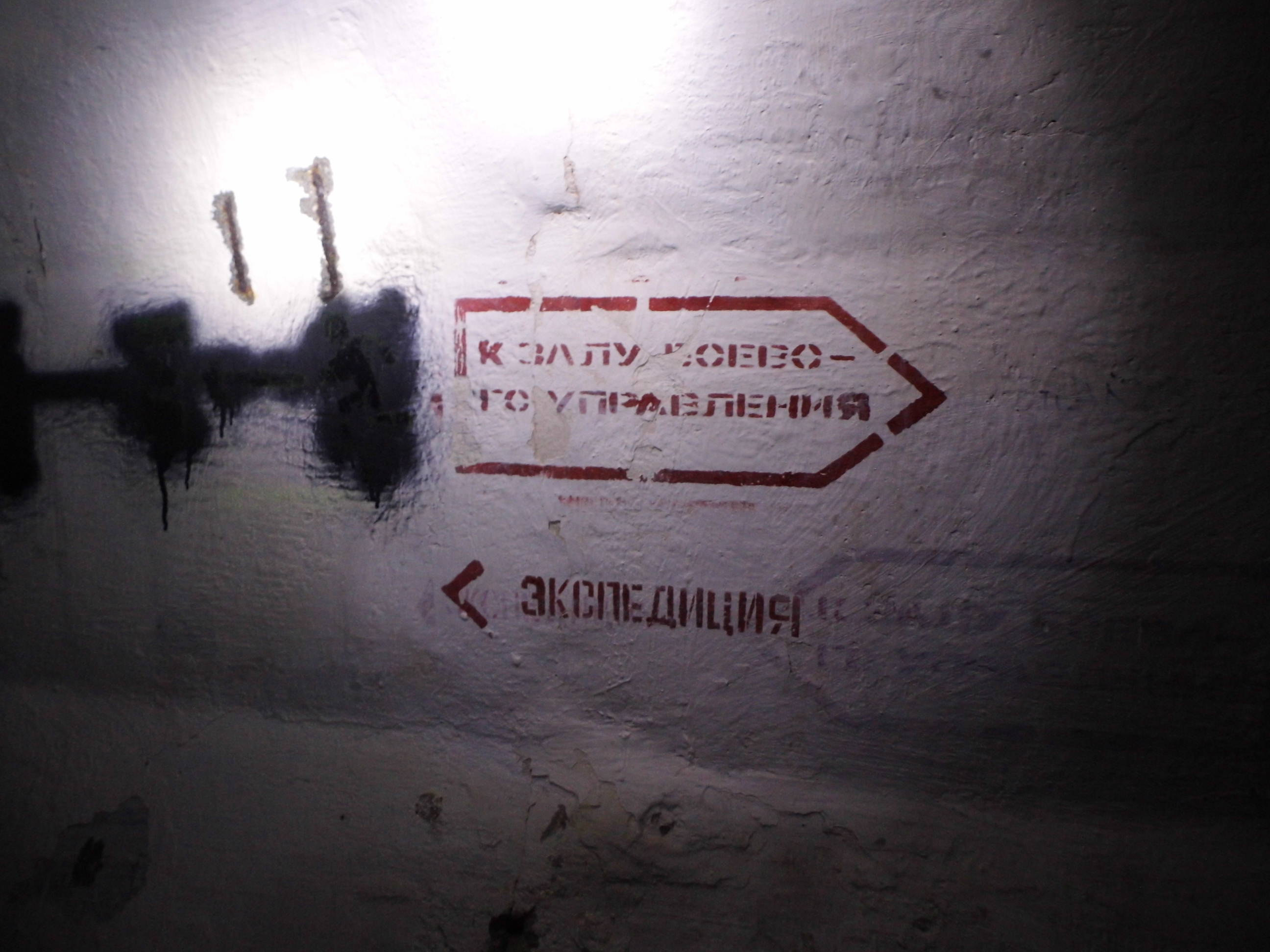
Napisy w języku rosyjskim w korytarzu głównym ZSD ZTDW. Napis na górze: К залу всевого управления - Do głównej sali zarządzania; na dole: Экспедиция - wyprawa.

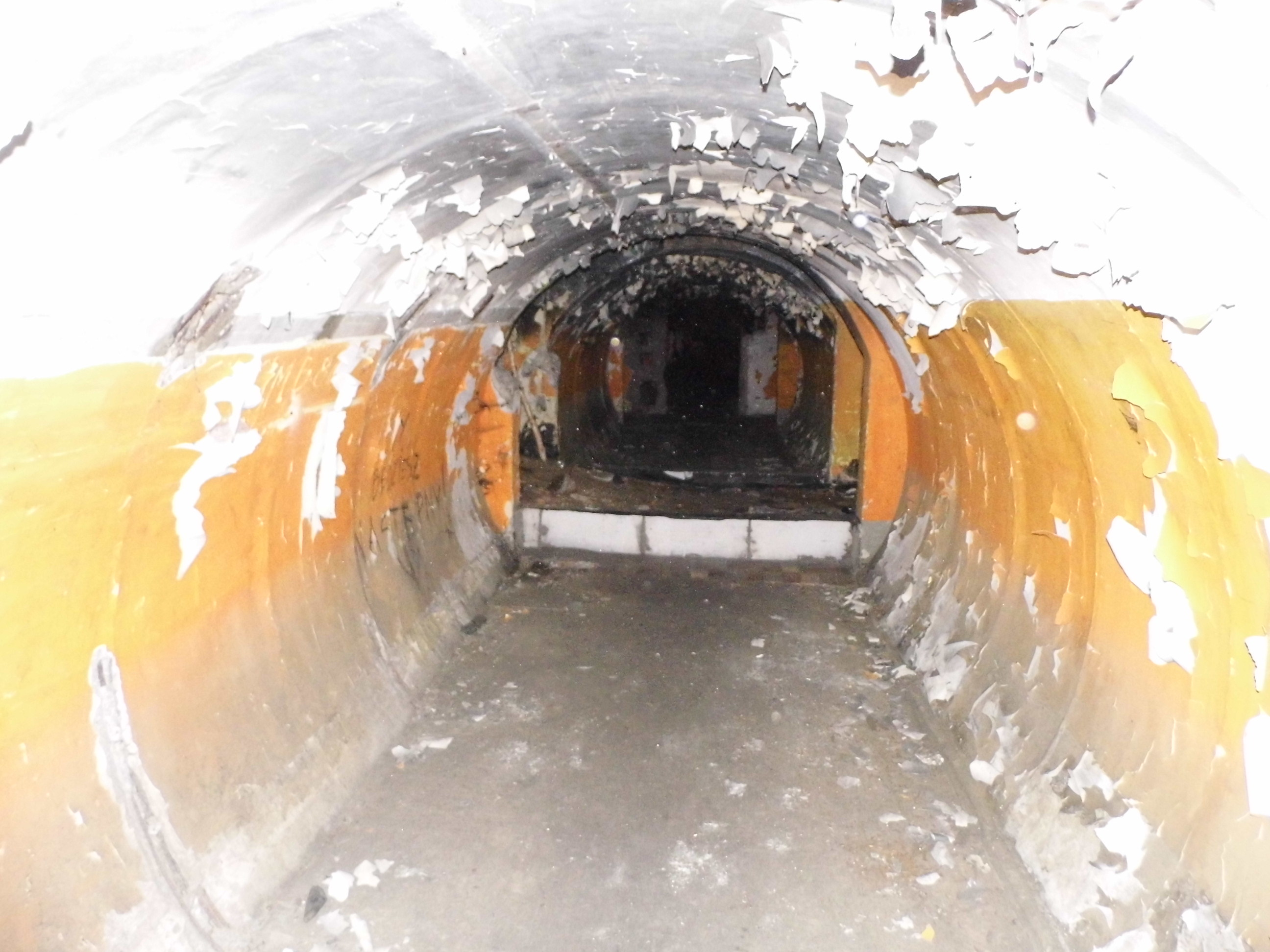
Korytarz główny schronu PGWAR w Wilkocinie. Stan na 2020 rok.

Nieopodal wioski znajduje się największy w Polsce poradziecki poligon lotniczy Przemków-południe (ros. Пшемкув-южный), na którym znajduje się poradzieckie lotnisko widmo, czyli
makieta lotniska NATO stworzona przez Rosjan do treningów bombardowań. Makieta ta to w rzeczywistości wały ziemne usypane tak, aby przypominały lotnisko.
Obecnie poligon zarasta drzewami, ale na zdjęciach satelitarnych możliwe jest dostrzeżenie charakterystycznych kształtów (droga startowa, drogi kołowania).
Poligon Przemków-południe jest właściwie powiększonym poligonem poniemieckim. Powiększenie to wymagało zlikwidowania osady Pogorzele (przed końcem II wojny światowej osada nosiła nazwę Neuvorwerk). Była to osada leśna zbudowana na planie koła. Została ona pochłonięta przez pożar w 1904 roku, a następnie odbudowana. Istniała najprawdopodobniej do roku 1945, czyli do powstania poligonu radzieckiego Przemków-południe. Ruiny osady znajdują się w północno-zachodniej części poligonu.
18 maja 1987 roku radziecki pocisk rakietowy powietrze-ziemia AS-14 'Kedge' (ros. Х-29) wystrzelony przez radziecki bombowiec frontowy Su-24 (ros. Су-24) uderzył w Wilkocin. 
W wyniku wybuchu zginęła jedna osoba, a wiele budynków, pojazdów i maszyn zostało zniszczonych. Przyczyną tego tragicznego w skutkach wydarzenia była usterka techniczna. 
Planowo pocisk uderzyć miał w pobliski poligon, ale ustalono, że ze względu na wyciekające z pocisku paliwo jeden z jego stateczników został uszkodzony czego wynikiem była zmiana kursu.
Strona radziecka pokryła wszelkie szkody związane z tym wydarzeniem.
8 kwietnia 1991 rozpoczęto oficjalne usuwanie wojsk PGWAR z terenów Polski(Północna Grupa Wojsk). Od tamtej pory liczba wojsk radzieckich w Polsce malała. Ostatni transport żołnierzy radzieckich przekroczył granicę w Terespolu o godzinie 9:20 18 września 1993 roku.
Z Wilkocina wojska radzieckie wycofano 29 lipca 1992, a z poligonu Przemków-południe 1 września 1992 roku. 
Po wycofaniu wojsk radzieckich bazę w Wilkocinie przejęło Wojsko Polskie, które stacjonowało w tych obiektach do roku 1998. Od tego czasu cały kompleks jest opuszczony. W roku 2000 Jacek Mamiński zrealizował film pod tytułem "Na wypadek wojny", w którym widoczne są schrony w Wilkocinie w okresie, w którym stacjonowało tam Wojsko Polskie.
Pozostawione po oddziałach rosyjskich obiekty są dostępne do zwiedzania w okresie od marca do października. 

## Środowisko naturalne

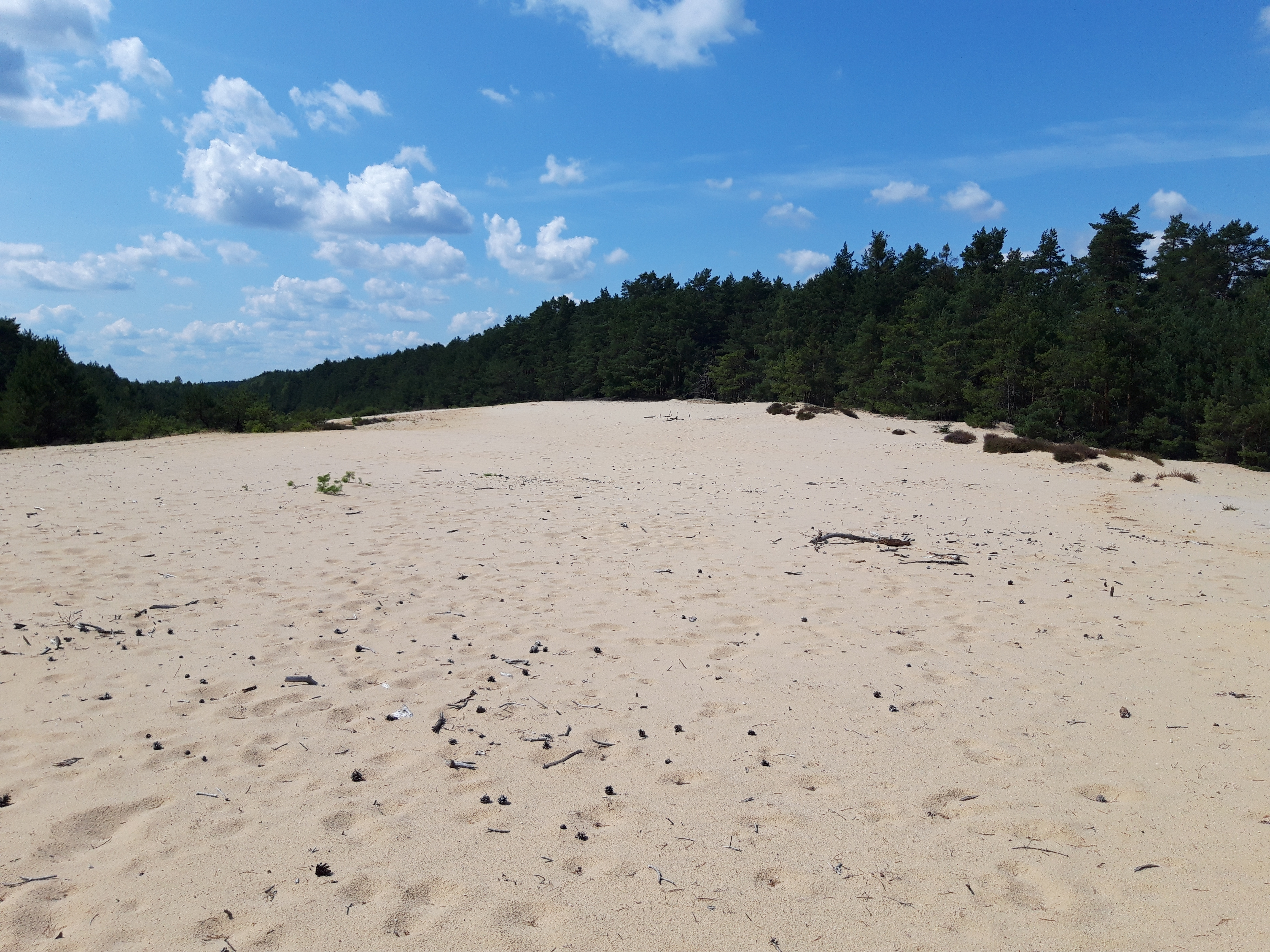
Piaszczysta granica poligonu Przemków-południe w Wilkocinie.

Poradzieckie obiekty w wilkocińskich lasach stworzyły idealne warunki do życia nietoperzy. Stwierdzono obecność czterech gatunków zamieszkujących te tereny, w tym Nocka Bechsteina. 
Są to także tereny na których występują wilki. W okolicy wioski znajdują się obszary piaszczystych, ruchomych wydm śródlądowych. W lasach spotkać można także znaczne ilości wrzosu.

## Infrastruktura
W Wilkocinie znajduje się wieża telekomunikacyjna o wysokości 50 metrów oraz wieża obserwacyjna. W roku 2019 zmodernizowano główną drogę. W miejscowości znajdują się tablice Szlaku Czerwonego Kapturka. Są one rozstawione wzdłuż głównej drogi i 
zawierają fragmenty bajki o Czerwonym Kapturku. 